# Aeroexpress
Aeroexpress (russisch Аэроэкспресс, Aeroekspress) ist ein russisches Eisenbahnunternehmen, welches die Bahnanbindung zwischen den Flughäfen und den Stadtzentren von Moskau, Kasan, Sotschi und Wladiwostok betreibt. Die Züge verkehren ohne oder nur mit wenigen Zwischenhalten zwischen den Endbahnhöfen. Der Unternehmenssitz befindet sich am Flughafen Moskau-Scheremetjewo.

## Unternehmen
Aeroexpress wurde 2005 gegründet und hat seinen Sitz in Moskau. Das Unternehmen gehört der Russischen Eisenbahn (25 %), der Investitionsgruppe Delta-Trans-Invest (50 %), dem Besitzer der Transmashholding Andrei Bokarew (7,5 %) und dem Bergbauunternehmer Iskander Machmudow (17,5 %). Es hatte Anfang 2014 einen Börsenwert von ungefähr 40 Millionen Euro.

## Fahrzeuge
Aeroexpress betreibt 22 Elektrotriebwagen der Baureihen ЭД4МКМ-АЭРО (ED4MKM-AERO), ЭД4МК (ED4MK), ЭД4М (ED4M), ЭД9М (ED9M) und ЭМ2И (EM2I).

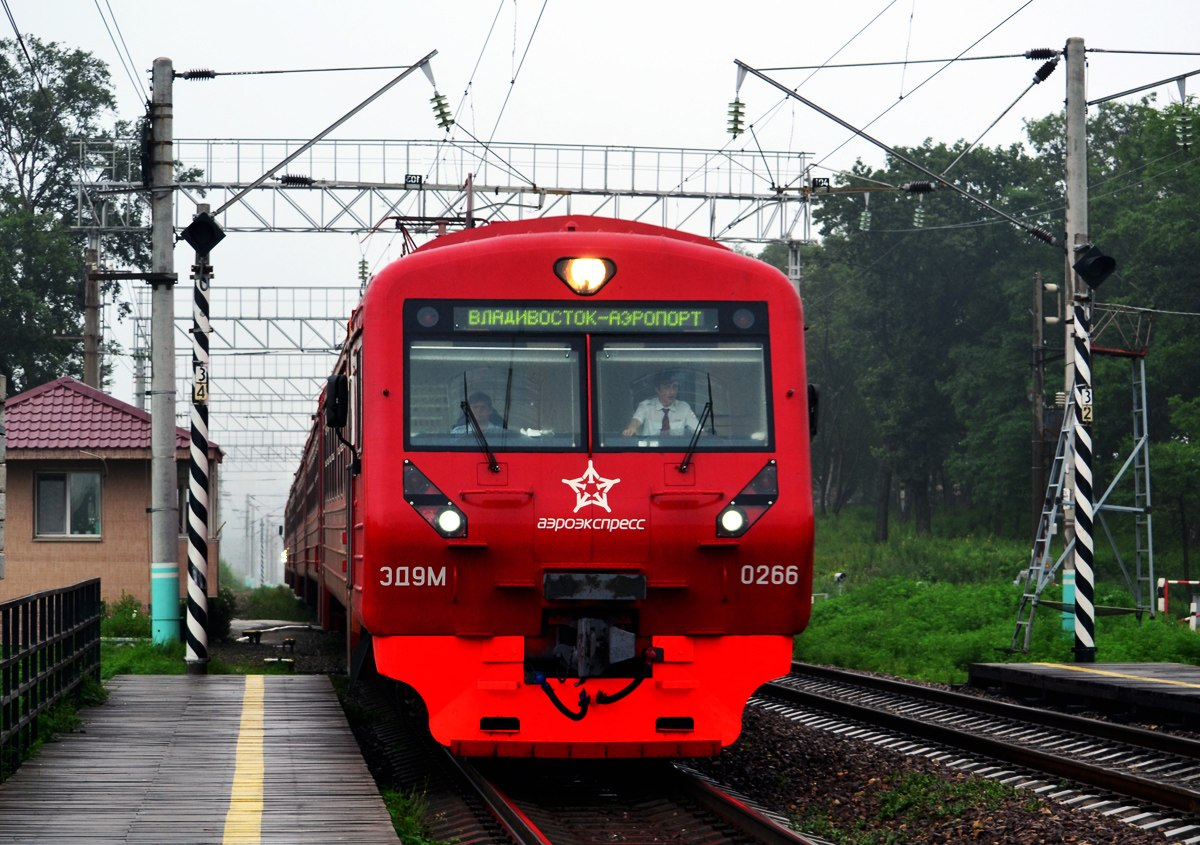
ED9M 0266 auf dem Weg zum Flughafen Wladiwostok
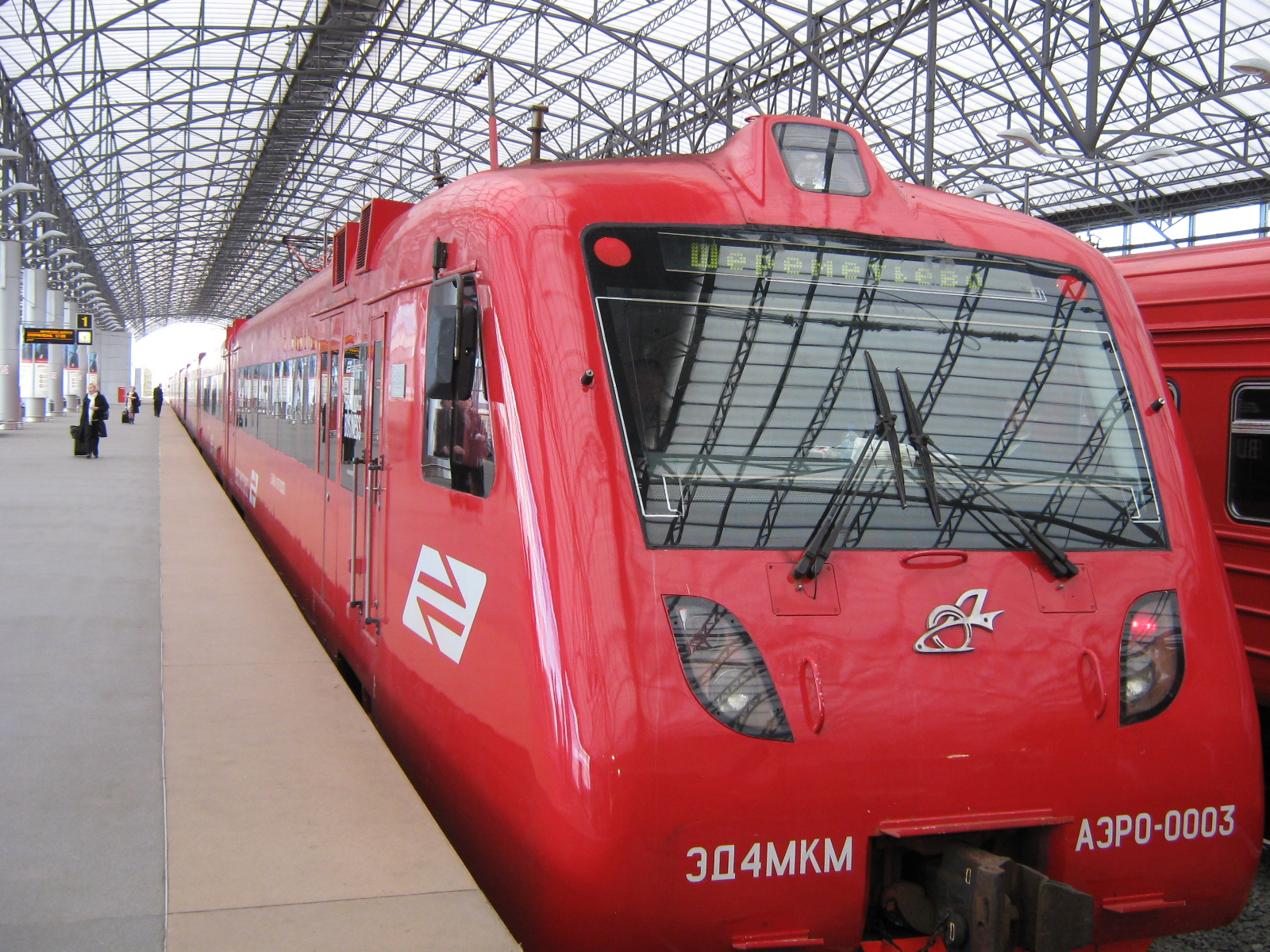
ED4MKM im Flughafen Scheremetjewo
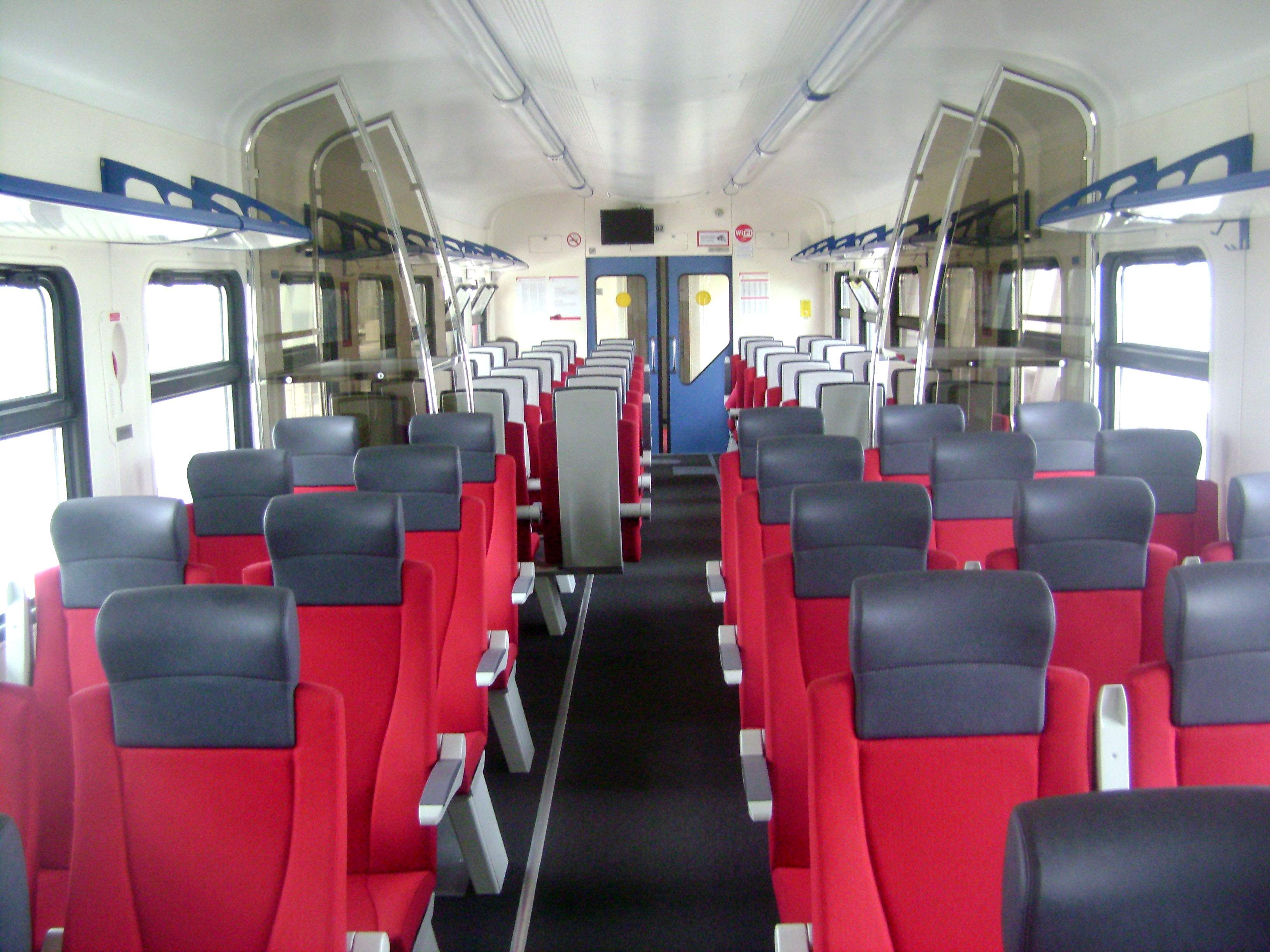
Innenraum: Großraumabteile
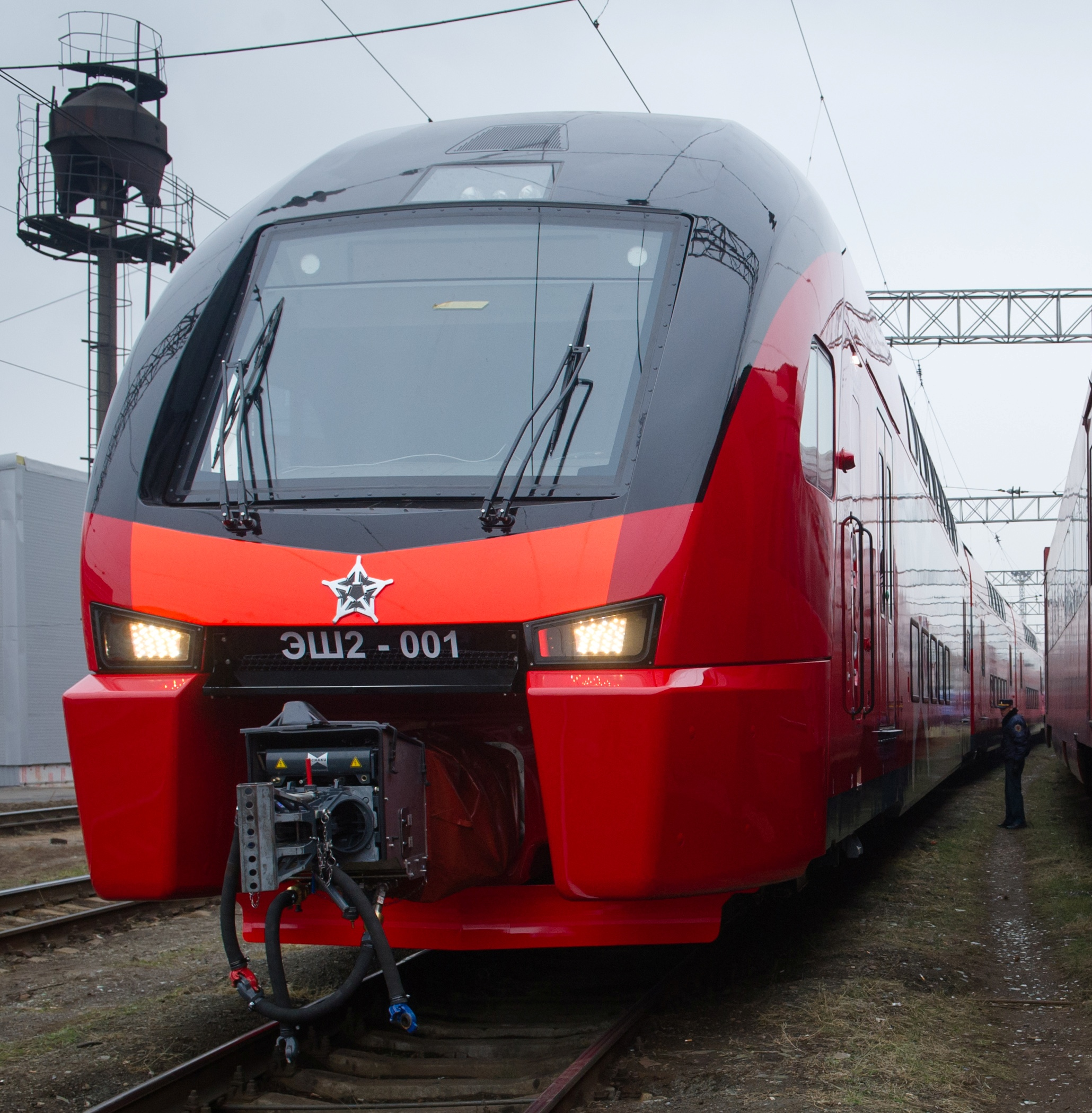
Stadler Dosto ESh2 001

## Linien

### Moskauer Flughäfen

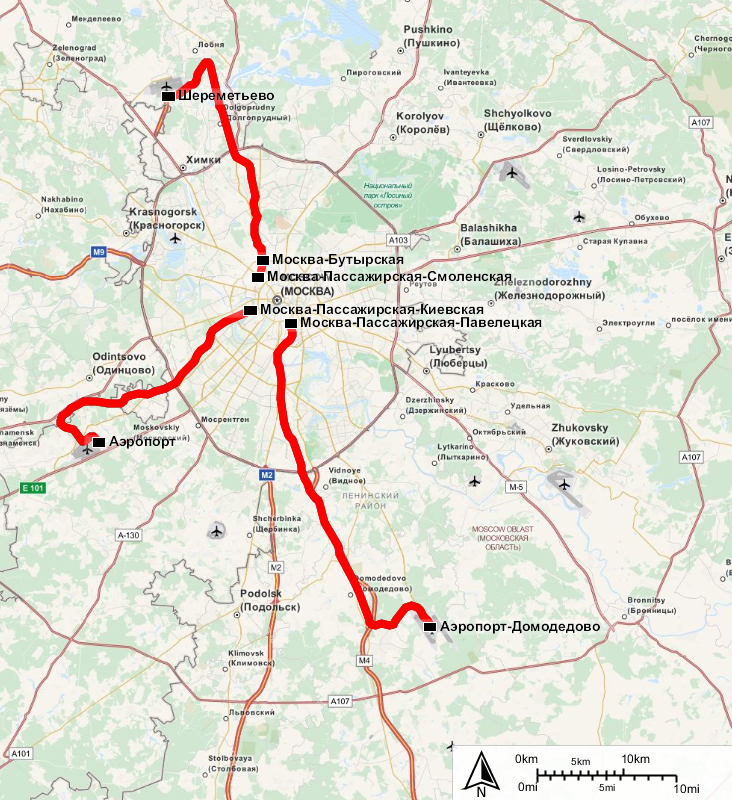
Aeroexpress-Routen in Moskau

In Moskau gibt es drei Aeroexpress-Linien. Jeder der großen Flughäfen ist an einen anderen Innenstadtbahnhof angebunden.
Die Linie vom Flughafen Moskau-Domodedowo führt zum Pawelezer Bahnhof, die des Flughafens Moskau-Wnukowo zum Kiewer Bahnhof und die des Flughafens Moskau-Scheremetjewo zum Belarussischen Bahnhof.
Die Fahrtzeit von den Flughäfen beträgt jeweils etwa 45 Minuten. Die Metro-Fahrt zwischen zwei Zielbahnhöfen dauert ca. 30 Minuten. Für einen Flughafenwechsel zwischen zwei Moskauer Flughäfen sind damit mindestens 2 Stunden notwendig.

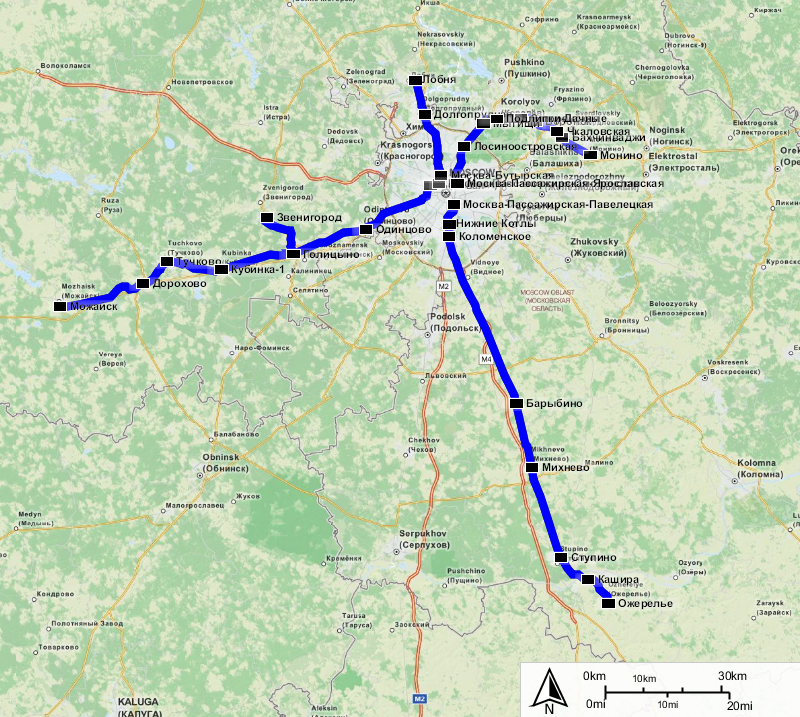
РЭКС-Linien, Stand 2013

Unter dem Namen РЭКС (REKS, Regional-Express) werden zusammen mit Zjentralnaja PPK mehrere andere Linien betrieben, die 2- bis 3-mal pro Tag gefahren werden:
- Sawjolowoer Bahnhof–Lobnja
- Pawelezer Bahnhof–Oscherelje
- Pawelezer Bahnhof–Domodedowo
- Belarussischer Bahnhof–Moschaisk
- Belarussischer Bahnhof–Swenigorod
- Jaroslawler Bahnhof–Mulino (Nischni Nowgorod)
- Jaroslawler Bahnhof–Puschkino
- Kasaner Bahnhof–Ramenskoje
- Kasaner Bahnhof–Golutwin

### Flughafen Wladiwostok

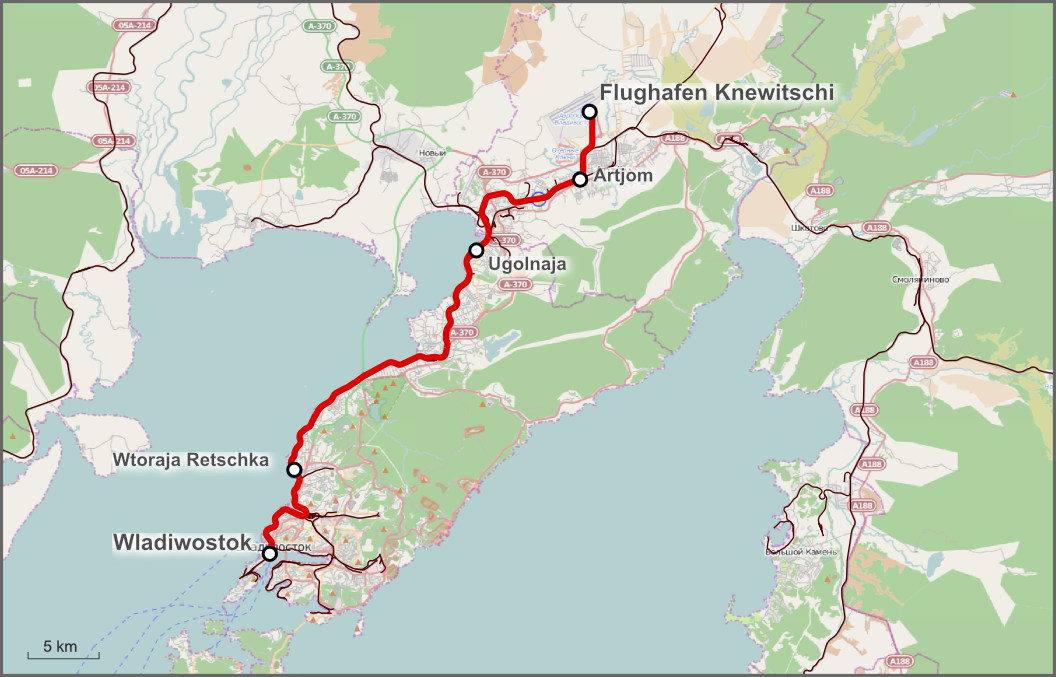

In Wladiwostok wird der neu gebaute Flughafen Wladiwostok-Knewitschi in der Nähe von Artjom mit dem Bahnhof Wladiwostok verbunden. Die Verbindung ist seit dem 20. Juli 2012 in Betrieb. Nachdem im Jahr 2014 Aeroexpress mit dem Betrieb der Linie in Wladiwostok 62 Millionen Rubel Verlust machte, zog sich die Gesellschaft aus Wladiwostok zurück. Mit „Express Primorje“ konnte jedoch ein neuer Betreiber gefunden werden.

### Flughafen Sotschi

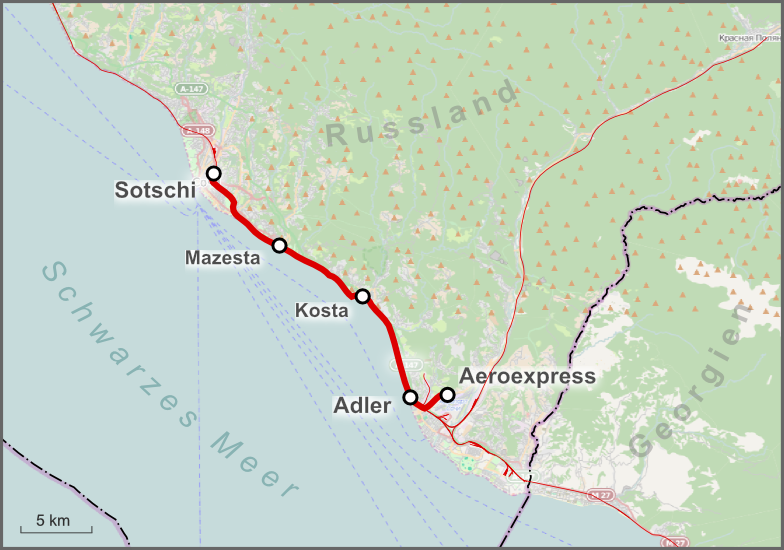

Die Linie Flughafen Sotschi–Adler–Bahnhof Sotschi wurde für die Olympischen Winterspiele 2014 errichtet. Die Linie wurde am 15. Februar 2012 durch Aeroexpress eröffnet, der Betrieb wurde aber am 1. Mai 2013 an RŽD übergeben.

### Flughafen Kasan

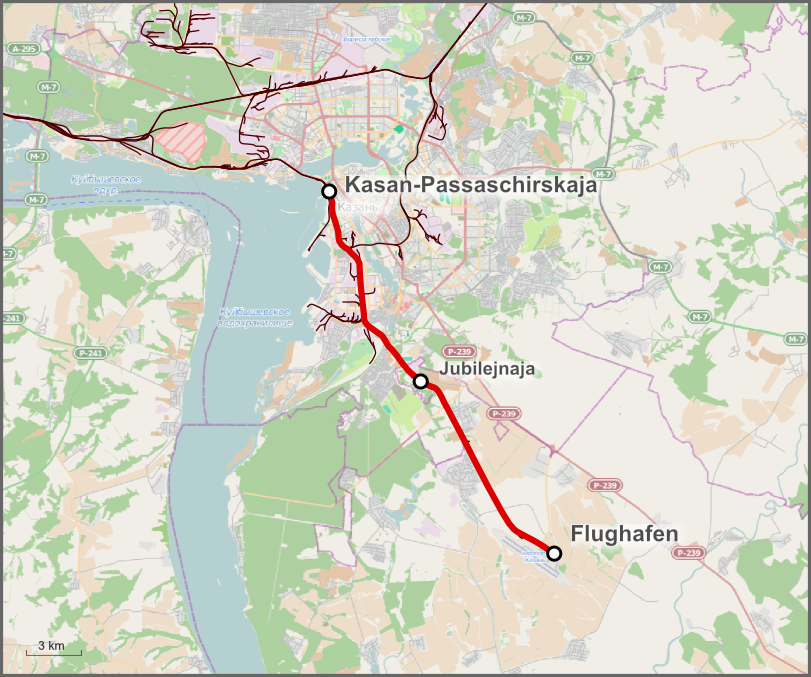

Seit 22. Mai 2013 verkehren Aeroexpress-Züge zwischen dem Flughafen Kasan und dem Bahnhof Kasan-Passaschirskaja. Die Linie wurde rechtzeitig für den Verkehr im Zusammenhang mit der Sommer-Universiade 2013 in Betrieb genommen. Nachdem im Jahr 2014 Aeroexpress mit dem Betrieb der Linie in Kasan 130 Millionen Rubel (1,96 Millionen US-Dollar) Verlust machte, zog sich die Gesellschaft aus der Stadt zurück. Mit der Firma „Sodruschestwo“ konnte ein neuer Betreiber gefunden werden.